# Phù Câu
Phù Câu (chữ Hán giản thể: 扶沟县, Hán Việt: Phù Câu huyện) là một huyện của địa cấp thị Chu Khẩu, tỉnh Hà Nam, Cộng hòa Nhân dân Trung Hoa. Huyện này có diện tích 1163 km2, dân số năm 2002 là 710.000 người, huyện lỵ đóng tại trấn Thành Quan. Huyện này được chia ra thành các đơn vị hành chính gồm 9 trấn, 7 hương. 
- Trấn: Thành Quan, Thôi Kiều, Giang Thôn, Cửu Viên, Bao Truân, Bạch Đàm, Luyện Tự, Đại Tân và 汴 Cương.
- Hương: Tào Lý, Sài Cương, Cổ Thành, Lư Đàm, Đại Lý Trang và Thành Giao.

==Tham khảo==